# Saint-Python

Saint-Python este o comună în departamentul Nord, Franța. În 1 ianuarie 2022 avea o populație de 985 de locuitori.